# الیور اکمن-لارسون
الیور اکمن-لارسون (انگلیسی: Oliver Ekman-Larsson؛ زادهٔ ۱۷ ژوئیهٔ ۱۹۹۱) بازیکن هاکی روی یخ اهل سوئد است.
از باشگاه‌هایی که در آن بازی کرده‌است می‌توان به فینیکس کایوتیس اشاره کرد.